# Castello di Boussu
Con castello di Boussu si intendono i resti di una rocca del X secolo situata all'interno della giurisdizione del comune belga di Boussu, nella provincia dell'Hainaut, Vallonia.

## Storia
Il sito su cui nel X secolo è stato eretto il castello di Boussu è stato occupato fin dall'epoca romana.
Inizialmente in possesso della famiglia Fontaine, dopo un matrimonio, il castello diventerà di proprietà degli Hénin-Liétard. La prima nota della sua storia militare risale al XV secolo quando nel 1402, il signore di Chaudmont, nemico giurato del signore di Boussu, venne assediato nel castello per capitolare solo diversi giorni dopo e subì sia un saccheggio che un incendio che danneggiò parzialmente la struttura.
Nel 1478, durante le guerre tra Francia e Borgogna, il castello venne completamente raso al suolo. Questo ha permesso, nel 1540, all'architetto Jacques Du Brœucq, su richiesta di Jean de Hénin-Liétard, primo conte di Boussu, grande scudiero dell'imperatore Carlo V, di costruire il "palais de Boussu, la plus belle demeure qu'on puisse voir en tous les Pays-Bas, une demeure digne d'un roi, ... " , il "palazzo di Boussu, la casa più bella che possiamo vedere in tutta l'Olanda, una misura di residenza per un re ...", secondo il fiorentino Lodovico Guicciardini.
Nel 1545, il 2 febbraio, l'imperatore Carlo V ristette nella contea di Hainaut, colse l'occasione per visitare il suo amico Jean de Hénin-Liétard ed ammirare la sua sontuosa villa ancora in allestimento, per finire col suo soggiorno presso il castello. Nel 1554 l'imperatore passò ancora una volta presso il castello di Boussu a causa della ripresa della guerra contro la Francia nella visita di tutte le fortezze situate in prossimità delle frontiere con il nemico francese. Nel 1549 e nel 1558 il castello venne visitato da Filippo II, in seguito Luigi XIV vi celebrerà il suo anniversario nel 1655 mentre Guglielmo III nel 1676.
La rocca si è progressivamente distrutta a seguito di molte guerre che caratterizzarono i secoli XVI e XVII secolo.
Demolito nel 1810 venne restaurato da Maurice conte di Caraman. Durante il restauro del castello nel 1810, il conte di Caraman pose sulla facciata una lapide con la scritta: "Brûlé en 1554", "bruciato nel 1554" a commemorare la leggenda secondo la quale durante la seconda visita di Carlo V presso il castello questi venne dato alle fiamme per impressionare l'augusto sovrano.
Durante la seconda guerra mondiale il castello fu occupato dalle truppe della Luftwaffe che vi impostò un deposito di munizioni il 2 settembre 1944.
Divenne proprietà comunale nel 1989 ma in seguito venne dato in gestione alla "Gy Seray Boussu" che ha iniziato un lungo processo di sviluppo.
Nel settembre 2010, dopo quindici anni di attesa, lo storico Marcel Capouillez lancia la prima fase della campagna di restauro che durerà un anno. La prospettiva di Mons come capitale europea della cultura nel 2015 ha dato una spinta al progetto di ripristino del corpo di guardia di Boussu.